# Дњестарска линија
Дњестарска линија је линија утврђења у Молдавији и Украјини уз источну обалу реке Дњестар. Одбрамбена линија је изграђена у 18. веку како би се појачала заштита руске границе од могућег турског напада.